# باشگاه فوتبال دیفندرز
باشگاه فوتبال دیفندرز یک باشگاه فوتبال حرفه‌ای مستقر در هوماگاما، سری‌لانکا است. در سال ۲۰۱۸، تیم فوتبال ارتش سری‌لانکا به دیفندرز تغییر نام داد. این تیم تحت حمایت ارتش سری‌لانکا است.

## افتخارات
- لیگ قهرمانان سری‌لانکا: ۲
- جام حذفی سری‌لانکا: ۷